# Oberschönegg
Oberschönegg est une municipalité du district de Souabe, dans le Land allemand de Bavière.